# Хесдорф
Хесдорф (њем. Heßdorf) општина је у њемачкој савезној држави Баварска. Једно је од 25 општинских средишта округа Ерланген-Хехштат. Према процјени из 2010. у општини је живјело 3.502 становника. Посједује регионалну шифру (AGS) 9572133.

## Географски и демографски подаци
Хесдорф се налази у савезној држави Баварска у округу Ерланген-Хехштат. Општина се налази на надморској висини од 290 метара. Површина општине износи 24,8 km². У самом мјесту је, према процјени из 2010. године, живјело 3.502 становника. Просјечна густина становништва износи 141 становника/km².